# イントレピッド (空母)
イントレピッド（USS Intrepid, CV/CVA/CVS-11）は、アメリカ海軍の航空母艦。エセックス級航空母艦としては5番目に就役した。その名を持つ艦としては4隻目。太平洋戦争（大東亜戦争）ではレイテ沖海戦などに参加、その後マーキュリー計画やジェミニ計画で宇宙船の回収母艦を務め、ベトナム戦争にも参加した。2021年現在はニューヨーク市で博物館船（イントレピッド海上航空宇宙博物館）として公開されている。
幾度も損傷して「Dry "I"」と揶揄されるほどドック入りも多く、「Evil (不吉な) "I"」「Decrepit（よぼよぼ）」などとも呼ばれていたが、これは激戦をくぐり抜けてきた証でもあり、「Fighting "I"」と讃えられた武勲艦である。

## 艦歴

### 第二次世界大戦
イントレピッドはバージニア州ニューポートニューズのニューポート・ニューズ造船所で建造され、第二次世界大戦真っ只中の1943年4月26日にジョン・ハワード・フーヴァー夫人によって命名、進水した。同年8月16日、トーマス・L・スプレイグ艦長の指揮下で就役し、カリブ海で慣熟訓練を行う。太平洋戦線で激戦が続く1944年2月17日トラック島空襲に参加。同日夜、日本軍機の雷撃で魚雷1本が命中して大きな損害を被った。

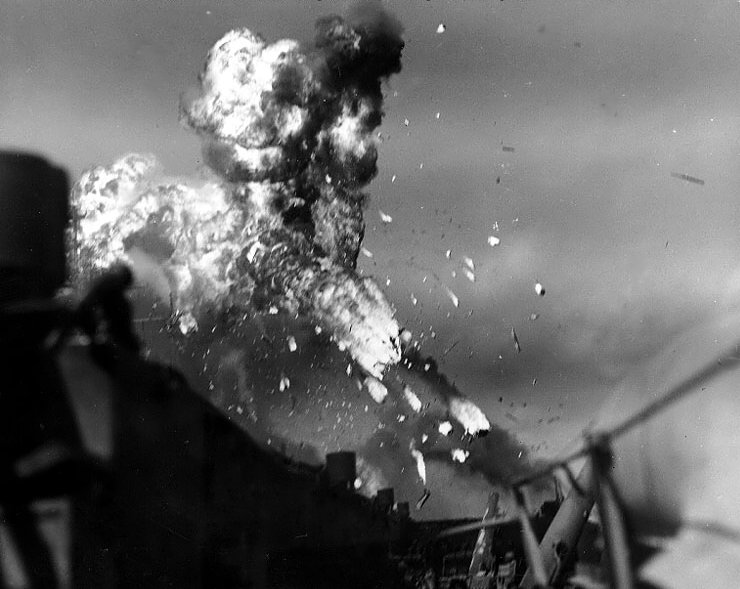
1944年11月25日、特攻機の突入を受ける

1944年10月にレイテ沖海戦に参加し、戦艦「武蔵」をはじめとする日本海軍の主力艦の撃沈に貢献した。しかし10月30日に特攻機が銃座に激突し12名が死亡、6名が負傷した。乗員による熟練したダメージコントロールでまもなく発艦作業を再開する。同年11月25日、2機の特攻機が激突、69名が死亡する。艦の推進力には影響が及ばず、2時間以内に消火作業を完了した。
翌1945年には、硫黄島上陸作戦の支援、沖縄戦（アイスバーグ作戦）、日本本土空襲作戦に参加。沖縄水上特攻作戦に出撃した戦艦「大和」以下の日本海軍第二艦隊（第一遊撃部隊）に対する空襲作戦にも参加し、「大和」の撃沈に貢献した。その間、3月18日と4月16日の二度にわたって神風特別攻撃隊の特攻機の体当たり攻撃により損傷し、修理のために本土まで後退を余儀なくされる。修理完了は6月になったため、結局この沖縄戦が「イントレピッド」の最後の戦域となり、8月6日のウェーク島空襲が太平洋戦争における最後の戦闘となった。8月15日に日本が連合国に対して降伏すると、8月21日に占領の支援を開始する。12月2日に横須賀を出港、15日にカリフォルニア州サン・ペドロに到着する。

### 大戦後の活動

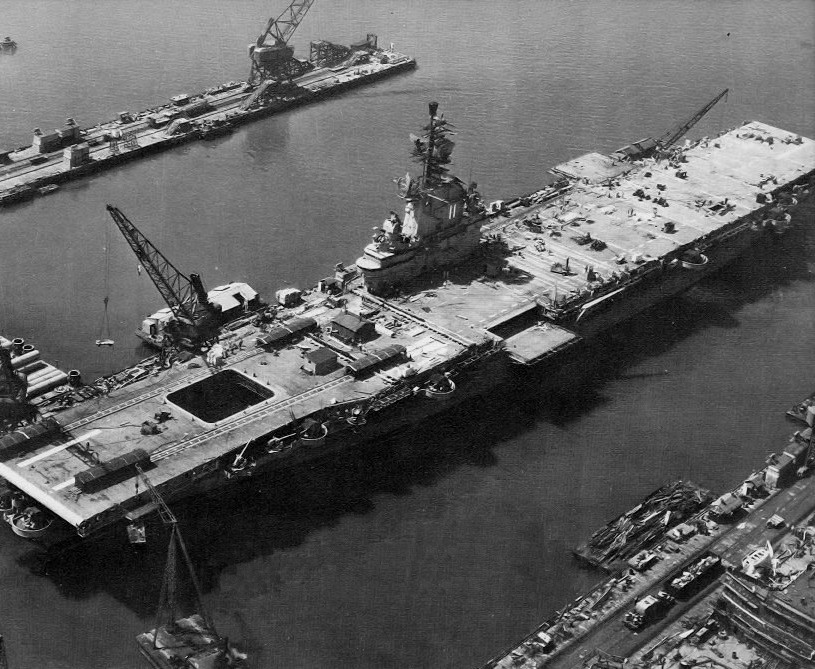
SCB-27C改装を実施中(1953年)

1952年にジェット機運用のためのSCB-27C改装を受け、再就役時に攻撃空母（CVA-11）に艦種変更された。1956年にはSCB-125改装を受け、アングルド・デッキ装備等によりさらに能力を向上させた。1950年代末期には、対潜水艦作戦支援空母（CVS-11）に艦種変更された。1965年にはジェミニ計画の支援に就き、大西洋上で着水した宇宙船ジェミニ3号を回収している。その後、FRAM改装を受け、1966年にはベトナム戦争に投入され、A-4艦上攻撃機などを搭載し、対潜支援空母ながらも軽攻撃空母として運用された。
ベトナム戦争参加中の1967年11月、神奈川県横須賀に寄港中の同艦から4人の兵士がベトナムに平和を!市民連合（ベ平連）と反戦脱走兵支援組織の援助により脱走し、スウェーデンに亡命する事件が起きたことでも知られる。
「イントレピッド」は1974年3月15日に退役した。第二次世界大戦の戦功で5つの従軍星章、ベトナム戦争の戦功で5つの従軍星章を受章した。

## 海上航空宇宙博物館として

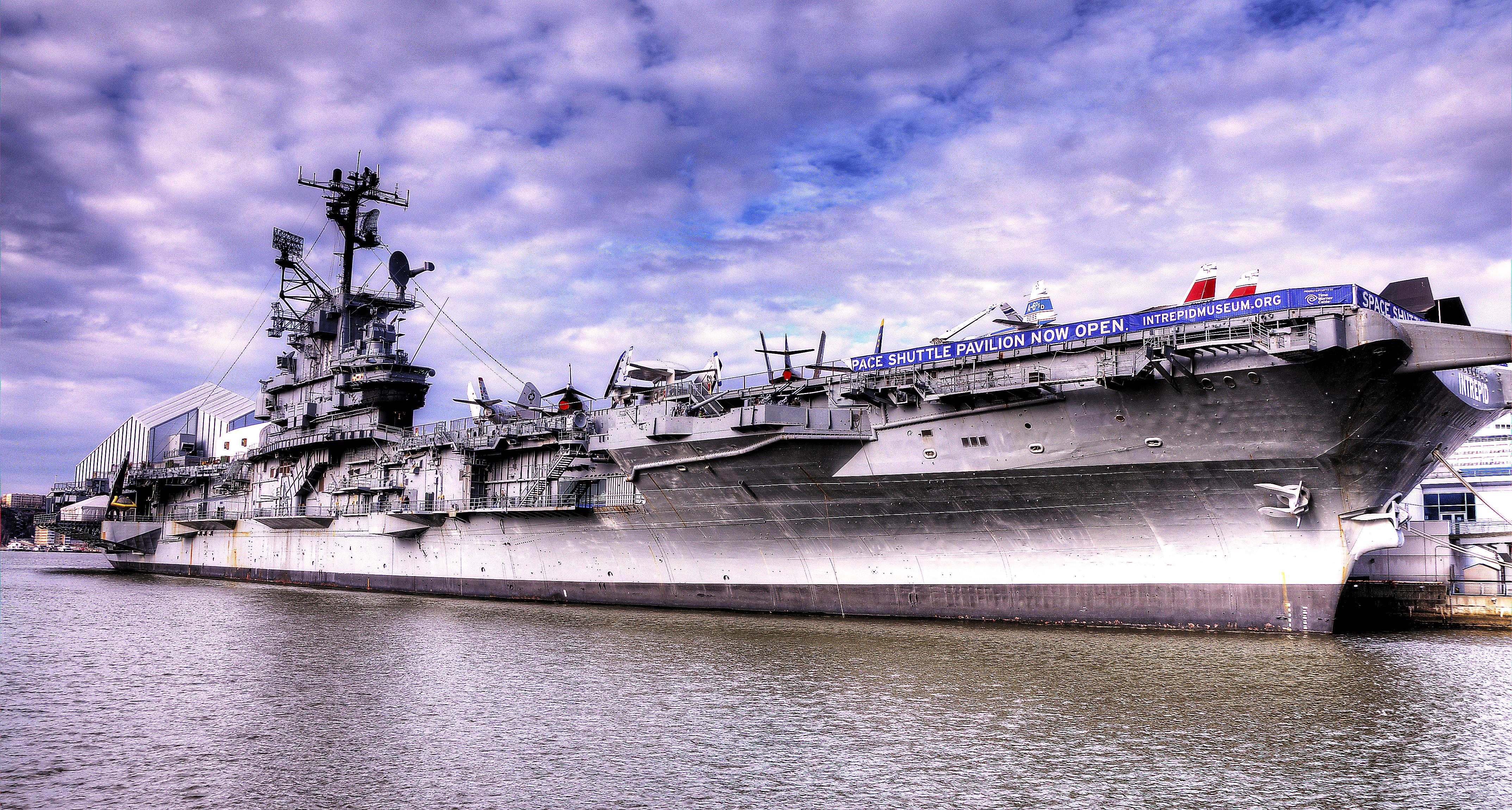
博物館として保存(2013年撮影)

1982年8月、退役後のイントレピッドを博物館として再利用することが決定され、船体はニューヨーク市マンハッタン中心部西46番通り（West 46th Street）の西端でハドソン川に張り出している86番桟橋（Pier 86）に係留され、「イントレピッド海上航空宇宙博物館（Intrepid Sea-Air-Space Museum）」として生まれ変わり、多くの観光客を集めるマンハッタンの名所のひとつとなった。
しかし築80年以上になる86番桟橋は老朽化が著しく、構造強度の劣化から崩壊の可能性が指摘されると、2006年にはこの86番桟橋を近代的なものに改築するのと同時に、「イントレピッド」にも補修改修工事を施すためにハドソン川を約8キロメートル下ったニュージャージー州ベイヨンのドライドックへ一時移動させることになった。そこで夏から秋にかけて船体周辺の河床堆積土砂を浚渫し、この年の大潮満潮が最大となる11月6日、タグボートが6隻で曳航を試みたが、24年間に予想以上に堆積していた土砂にスクリューをとられて離岸直後に座礁してしまった。このため一時は船体を解体して撤去する可能性までもが取り沙汰されたが、海軍および陸軍工兵司令部の協力を得て詳細な調査を行ったところ、もう少し堆積土砂を撤去すれば次の大潮満潮時に離礁させることが可能という結論に至り、さらなる浚渫を行った結果、同年12月5日に離礁に成功した。ドックに曳航された「イントレピッド」には、飛行甲板の修理、未公開エリアの整備、外装の再塗装などの補修改修工事が施され、2008年秋には再建された86番桟橋に無事に戻され、博物館として再オープンした。
2018年現在では、本艦で運用されていた各種航空機に加え、空母艦載機ではないA-12や、冷戦期の旧ソ連製のMiG-21戦闘機、スペースシャトル「エンタープライズ」、超音速旅客機コンコルド等が展示されている。
なお、2001年9月11日のアメリカ同時多発テロ事件直後には、博物館は一時的に閉鎖され、同事件に関わる米国連邦捜査局（FBI）の臨時のオペレーションセンターとなった。

## ギャラリー

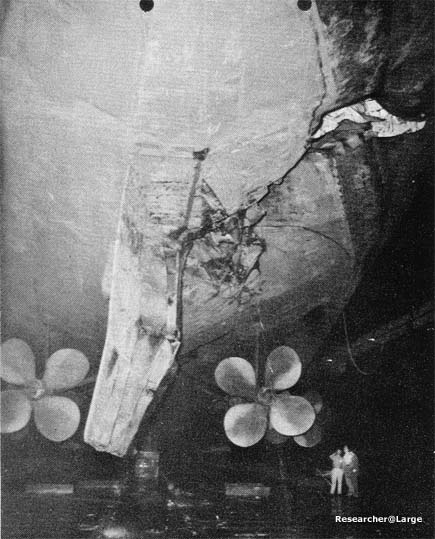
1944年2月17日、雷撃で被害を受けたイントレピッドの船尾
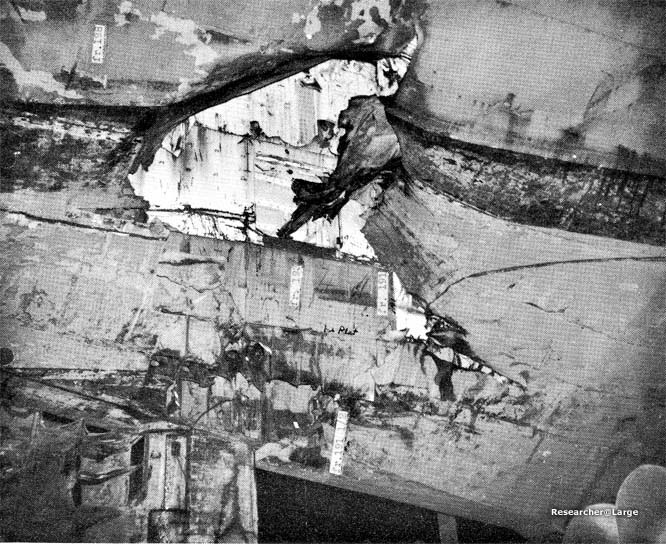
同じく被雷後の船尾側面写真
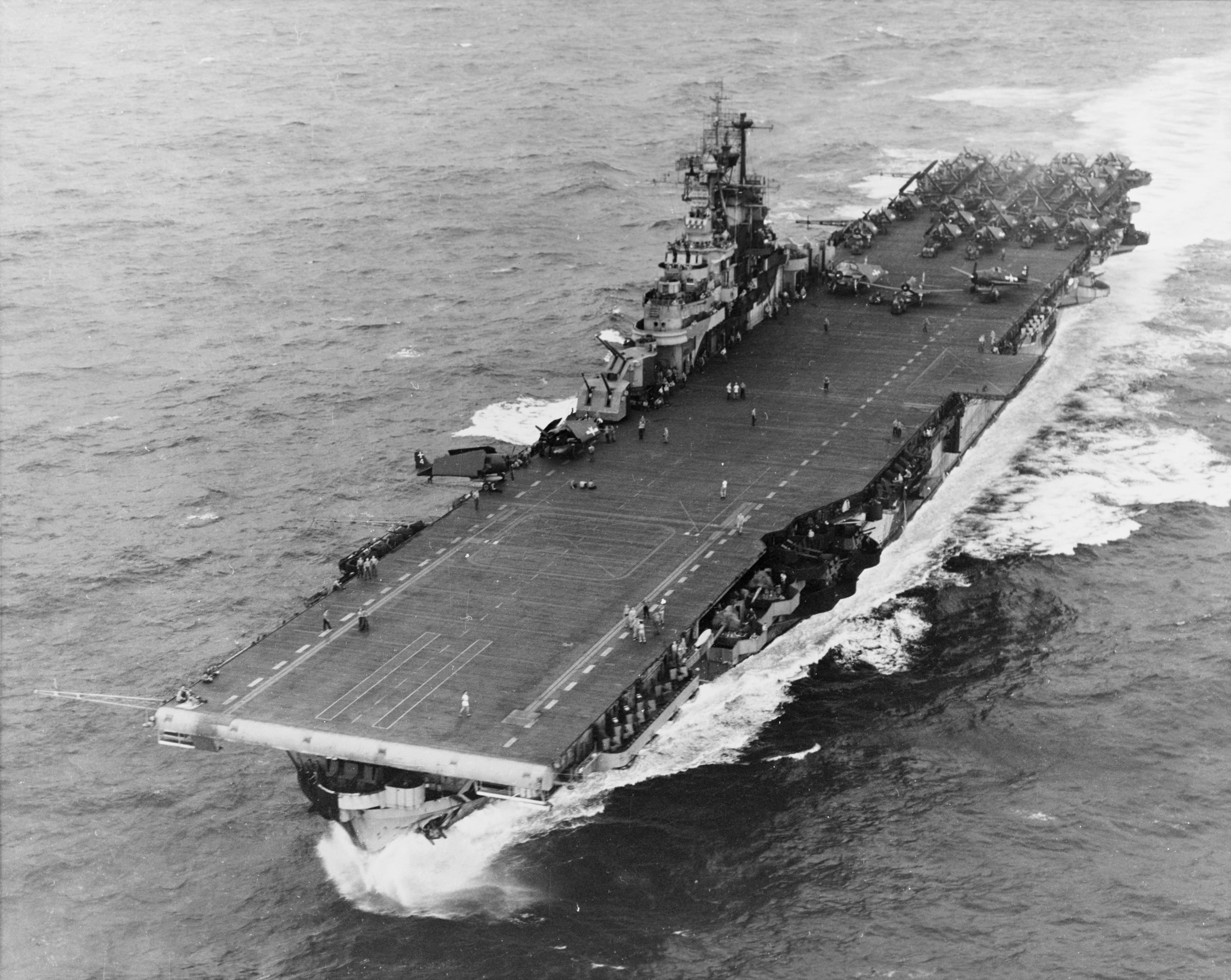
1944年11月撮影
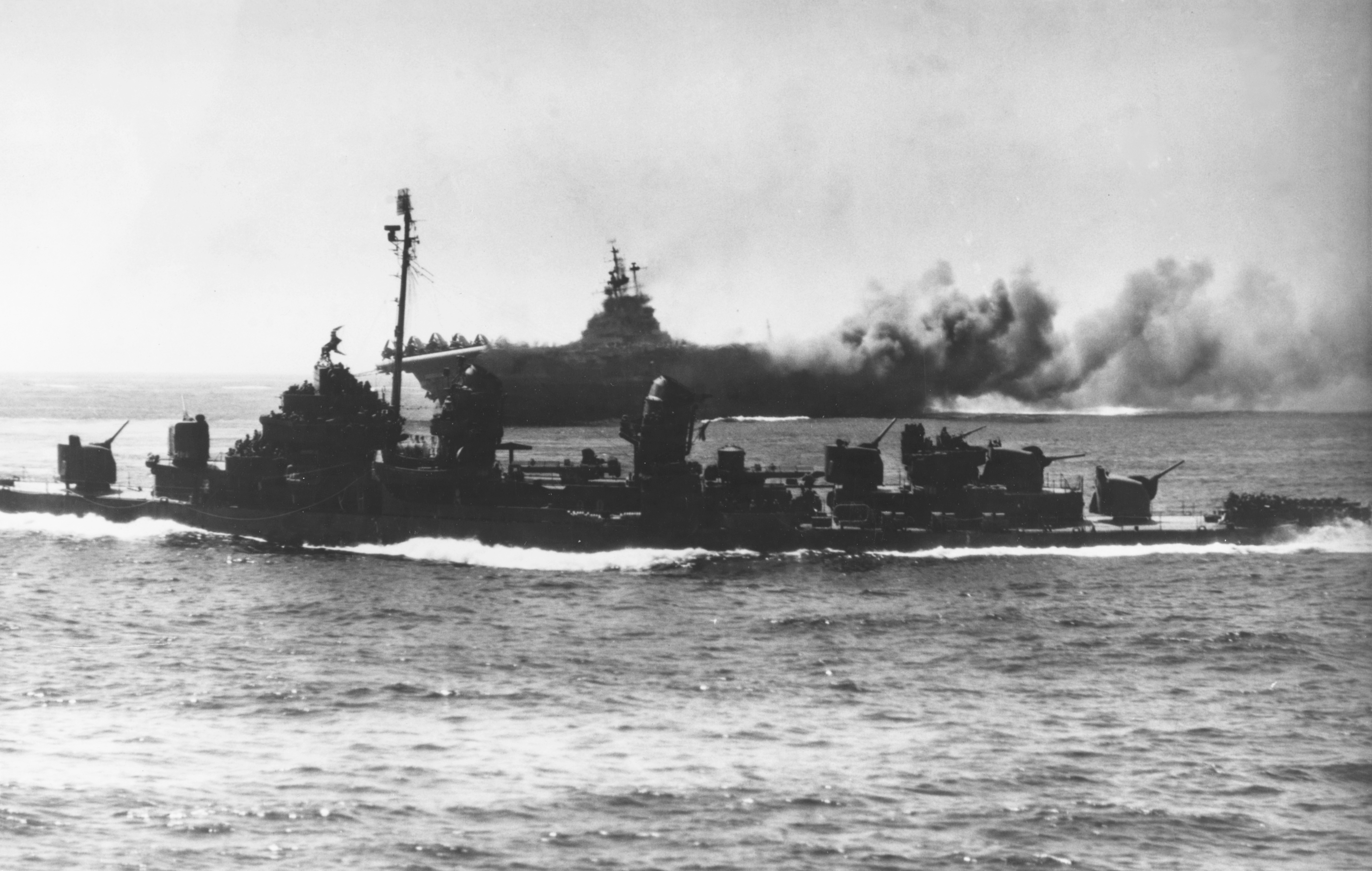
1945年4月16日、特攻機により損傷
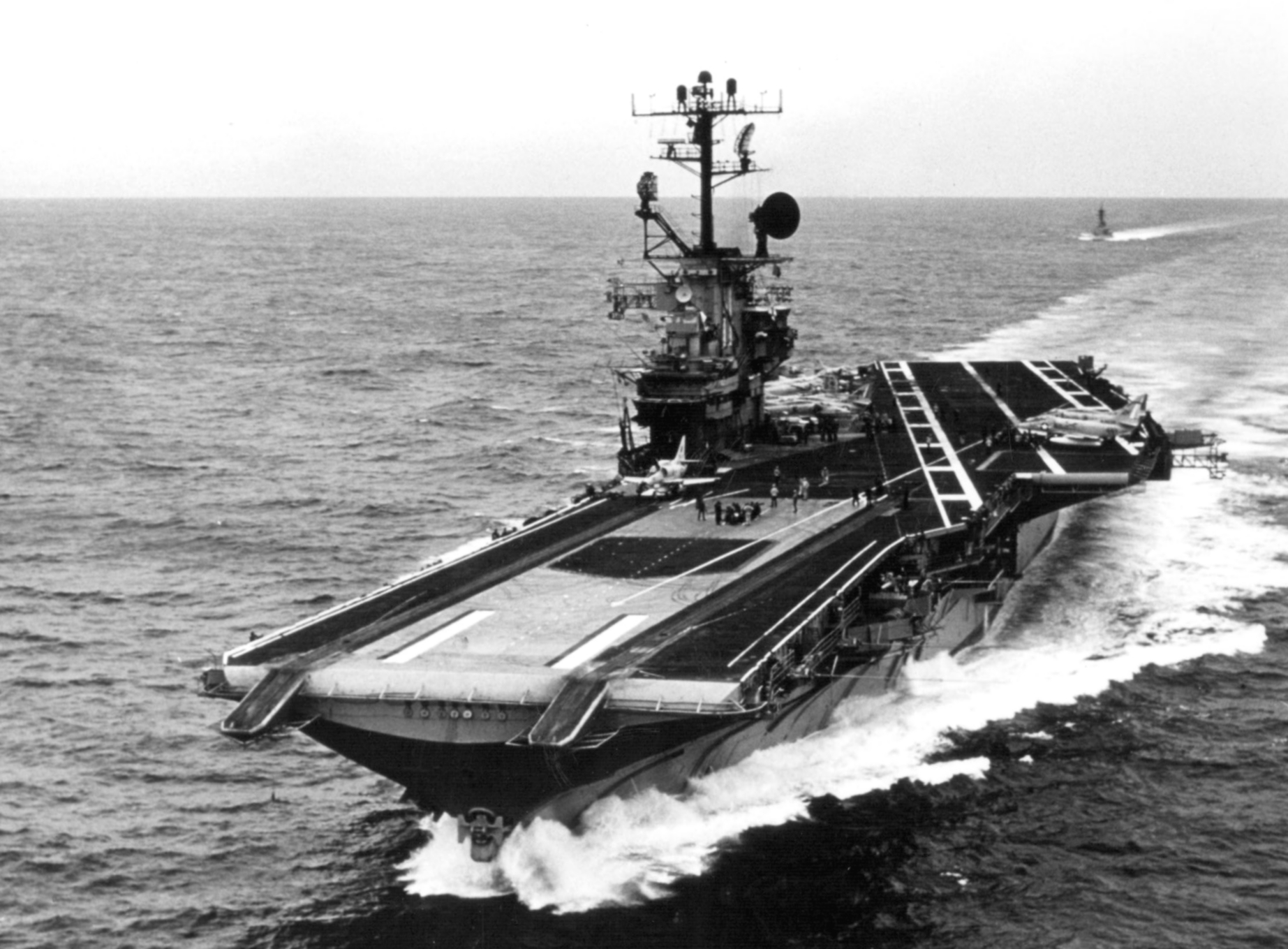
ベトナム戦争で活動中(1968年)
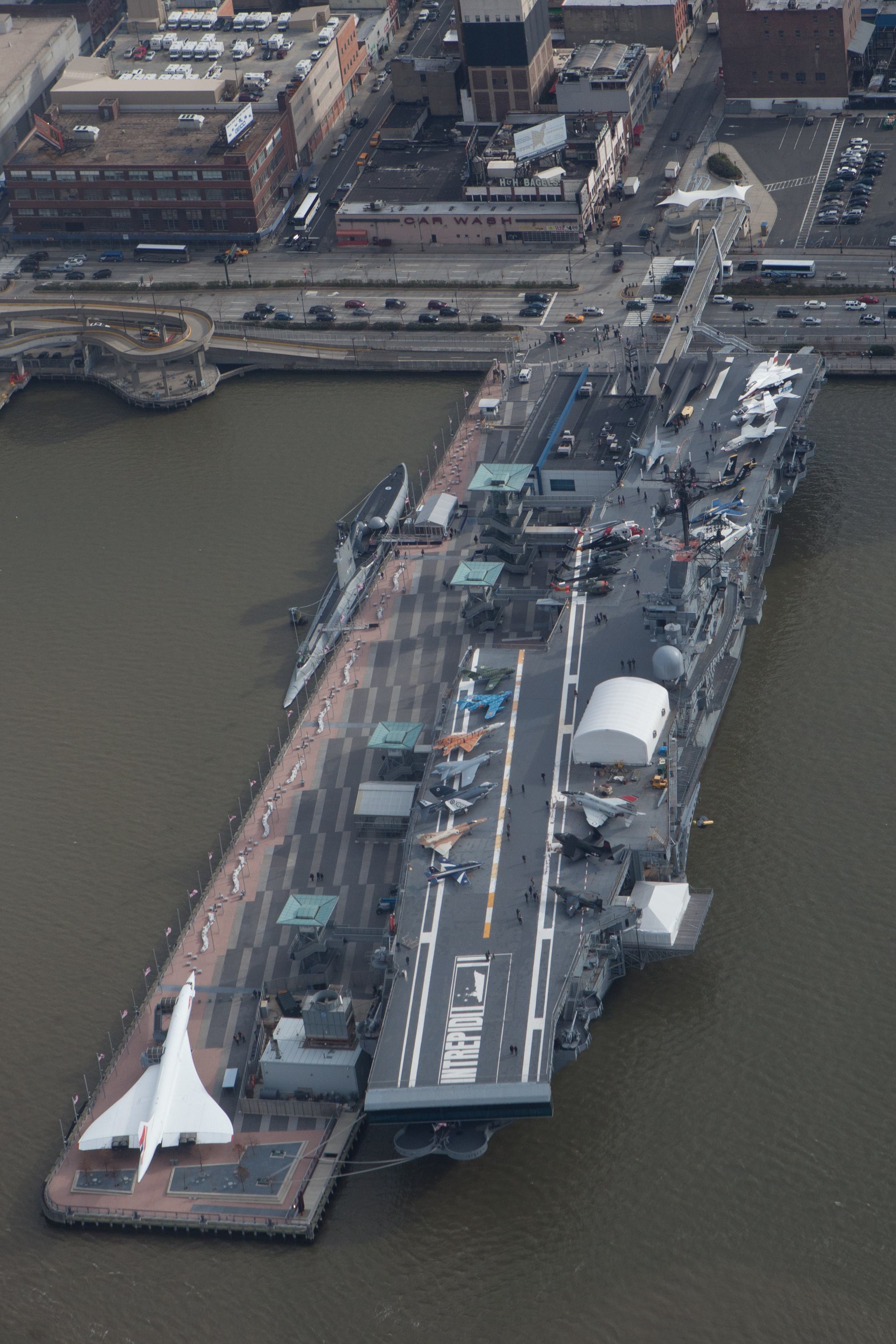
86番桟橋とイントレピッド海上航空宇宙博物館

## 登場作品

### 映画
『アイ・アム・レジェンド』
主人公のロバート・ネビル（ウィル・スミス）が愛犬と甲板上でゴルフの練習をする。撮影は、実際の艦上で行われている。
『ハドソン川の奇跡』
ハドソン川への不時着水ではなく空港へ緊急着陸できたのではないか、とニューヨークでNTSB（国家運輸安全委員会）の事情聴取を受ける主人公チェズレイ・サレンバーガー機長（トム・ハンクス）が、深夜にマンハッタンをジョギングしていた時に、イントレピッド甲板上のF-4E ファントムを見て、空軍士官時代の緊急着陸訓練を思い出している。

### テレビドラマ
『NY市警緊急出動部隊 トゥルー・ブルー』
第7話「スナイパーの標的」にて、署長がかつて乗り組んでいた船という設定で現在の海上航空宇宙博物館として登場。容疑者が立て籠もってしまう。

### その他
『世界の果てまでイッテQ!』
「爆笑！出川イングリッシュはじめてのおつかいinNY」に登場。出川哲朗が出川イングリッシュと呼ばれる特別な英語を頼りに行うミッションのゴールが、イントレピッド海上航空宇宙博物館となっている。